# منتخب كوستاريكا تحت 23 سنة لكرة القدم
منتخب كوستاريكا تحت 23 سنة لكرة القدم (بالإسبانية: Selección de fútbol Olímpica de Costa Rica)‏ هو ممثل كوستاريكا الرسمي في المنافسات الدولية في كرة القدم في فئة كرة قدم تحت 23 سنة للرجال، يديريه اتحاد كوستاريكا لكرة القدم.